# به من نگو
به من نگو (به انگلیسی: Don't Tell Me) اولین تک‌آهنگ از دومین آلبوم اوریل لوین، زیر جلد من می‌باشد. ترانه توسط اوریل لوین و اون توبنفلد نوشته و توسط باچ واکر تهیه‌کنندگی شده بود.

## رتبه در جدول‌ها
ترانه «به من نگو» در جدول‌ها خوب درخشید. در ایالات متحده آمریکا رتبه ۲۲ و در استرالیا رتبه ۱۰ به همراه ششم و پنجم در اسپانیا و بریتانیا.
| جدول ۲۰۰۴           | بالاترین رتبه |
| ------------------- | ------------- |
| استرالیا            | ۱۰            |
| اتریش               | ۱۲            |
| بلژیک (فلاندرز)     | ۲۲            |
| بلژیک (والونی)      | ۲۸            |
| ۴۰ برتر کانادا      | ۵             |
| ۴۰ برتر دانمارک     | ۱۴            |
| ۴۰ برتر هلند        | ۵             |
| ۱۰۰ برتر فرانسه     | ۵۳            |
| جدول ترانه‌های آلمان | ۱۰            |
| ۵۰ برتر ایرلند      | ۹             |

| جدول ۲۰۰۴                                | بالاترین رتبه |
| ---------------------------------------- | ------------- |
| جدول ترانه‌های ایتالیا                    | ۴             |
| جدول ترانه‌های نیوزیلند                   | ۱۵            |
| ۲۰ برتر نروژ                             | ۱۲            |
| ۲۰ برتر روسیه                            | ۱             |
| جدول ترانه‌های اسپانیا                    | ۶             |
| ۵۰ برتر سوئد                             | ۳۰            |
| ۱۰۰ برتر سویس                            | ۹             |
| جدول ترانه‌های بریتانیا                   | ۵             |
| ایالات متحده بیلبورد ۱۰۰تای برتر         | ۲۲            |
| ایالات متحده "بیلبورد ۴۰ برتر مین‌استریم" | ۹             |

## جوایز
| سال  | مراسم جایزه               | جایزه                                    | نتیجه    |
| ---- | ------------------------- | ---------------------------------------- | -------- |
| ۲۰۰۴ | جوایز ویدئویی ماچ‌میوزیک   | بهترین ویدئوی بین‌المللی توسط یک کانادایی | برنده    |
| ۲۰۰۴ | جایزه ویدئو ام‌تی‌وی        | بهترین ویدئوی پاپ                        | نامزدشده |
| ۲۰۰۴ | جایزه ویدئوی ام‌تی‌وی برزیل | بهترین کلیپ بین‌المللی                    | نامزدشده |